# 相馬重胤
相馬重胤（そうま　しげたね）
- 陸奥相馬氏第6代当主。
- 陸奥相馬氏第11代当主。

## 相馬重胤 (鎌倉時代・南北朝時代)

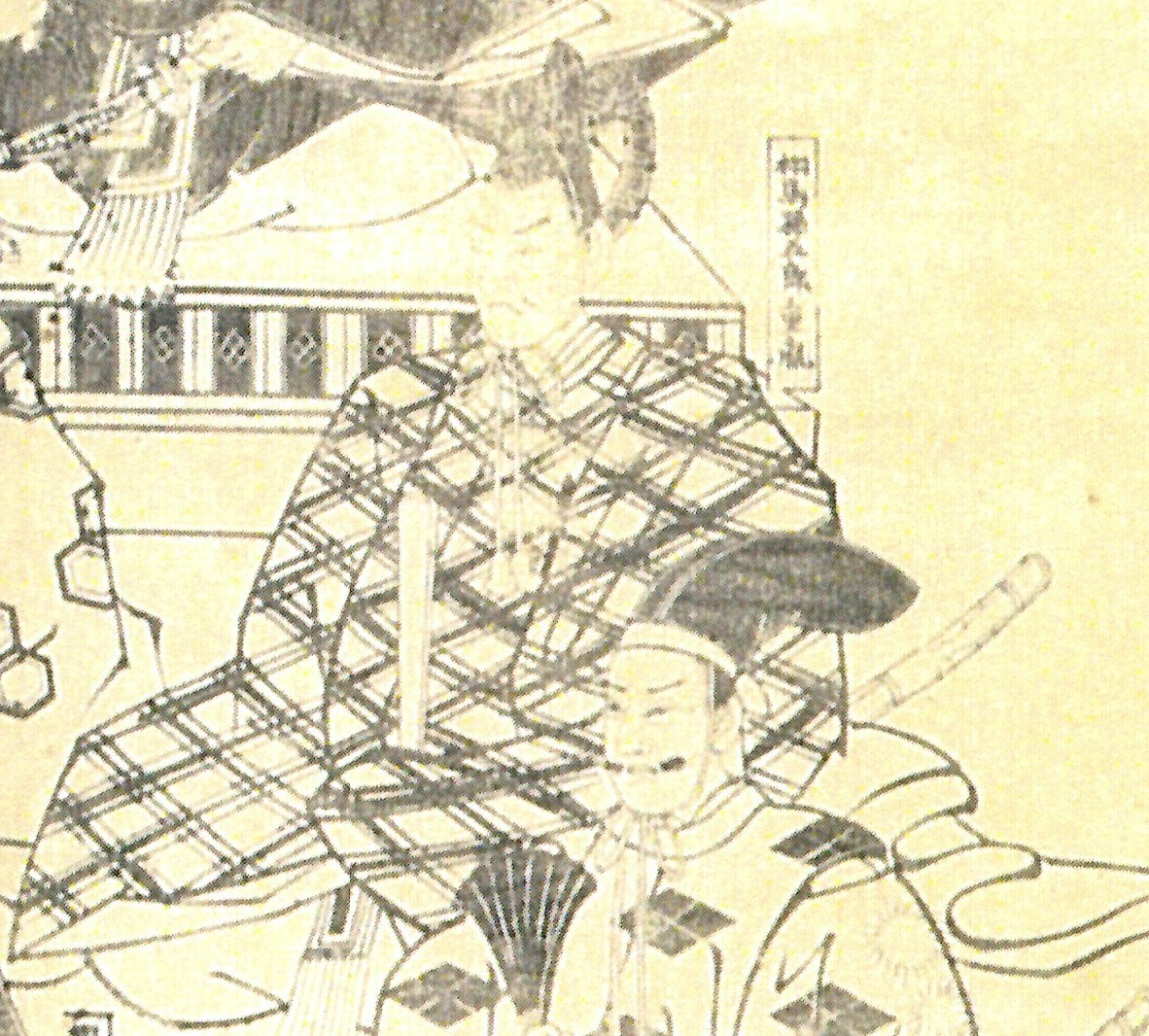
相馬重胤

相馬 重胤（そうま しげたね、 生年不詳 - 延元元年/建武3年（1336年））は、鎌倉時代から南北朝時代の人物。陸奥相馬氏第6代当主。相馬師胤の子。相馬親胤、相馬光胤の父。孫五郎。
嫡流（下総相馬氏）の相馬胤氏や相馬師胤（重胤の父とは別人）らと所領を巡りたびたび争いを起こす中で、形勢が不利となったため、1323年、一族郎党80余騎、寺社、同行を願う百姓らとともに陸奥に下向。太田川沿いに拠点を広げて小高城を築くなど勢力を拡大、陸奥相馬氏の祖となった。鎌倉幕府の滅亡後、建武の新政が成立するとそれに従ったが、のちに足利尊氏が台頭するとそれに味方し、南朝方の千葉氏、下総相馬氏と対立した。子の親胤を尊氏の上京に従わせる一方で、次子の光胤を陸奥の守りにつかせ、自身は斯波家長と共に鎌倉の守備にあたったが、北畠顕家の攻撃を受け戦死した。

## 相馬重胤 (室町時代)
相馬 重胤（そうま しげたね）は、室町時代の人物。陸奥相馬氏の第11代当主。相馬胤弘の子。相馬高胤の父。孫次郎。治部少輔。
永享8年（1437年）、父の隠居により家督を継いだものの、永享11年（1440年）に不治の病にかかり、子の隆胤（のちの高胤）に家督を譲り隠棲し、そのまま病没した。